# Comtat de Shkodër
El comtat de Shkodër (en albanès Qarku i Shkodrës) és un dels dotze comtats d'Albània situat al nord-est del país. amb la capital a Shkodër. El comtat abasta 3.562 Km2 i te una població total de 154.479 habitants segons el cens de 2023.
Els seus límits geogràfics els situen fent frontera amb els comtats de Lezhë, Kukës i el país de Montenegro. El comtat consta de cinc municipis: Fushë-Arrëz, Malësi e Madhe, Pukë, Shkodër i Vau i Dejës. La seva capital és Shkodër.